# Jack Pyc
Jacek Remigjusz Pyc –conocido como Jack Pyc– (Breslavia, Polonia, 17 de julio de 1972) es un deportista canadiense que compitió en bobsleigh. Ganó una medalla de plata en el Campeonato Mundial de Bobsleigh de 1995, en la prueba doble.

## Palmarés internacional
| Campeonato Mundial | Campeonato Mundial    | Campeonato Mundial | Campeonato Mundial |
| Año                | Lugar                 | Medalla            | Prueba             |
| ------------------ | --------------------- | ------------------ | ------------------ |
| 1995               | Winterberg (Alemania) | Medalla de plata   | Doble              |